# ケーリー・マキオン
- ケイリー・マキーオン
- カイリー・マキュオン
- マキューン

ケーリー・ロシェル・マキオン（Kaylee Rochelle McKeown [məˈkjuːən]、2001年7月12日 - ）は、オーストラリアクイーンズランド州レッドクリフ出身のオーストラリア人女子競泳選手。東京オリンピック、パリオリンピックでは合計5つの金メダルを獲得し、100m背泳ぎ、200m背泳ぎにおいて2大会連続の2冠達成。50m・200m背泳ぎ世界記録保持者。

## 経歴
2019年世界水泳選手権の200m背泳ぎで銀メダルを獲得。
2020年東京オリンピックのオーストラリア選考会において100m背泳ぎで世界新記録57秒45を打ち立てた。
2020年東京オリンピックの100m背泳ぎでオリンピック新記録となる57秒47で金メダルを獲得した。200m背泳ぎでも金メダルを獲得し、2冠を達成した。今大会から採用された新種目男女混合400mメドレーリレーでは銅メダルを獲得した。最終日の400mメドレーリレーでもオリンピック新記録・オセアニア新記録で優勝し、3冠を達成した。
2022年3月10日、ニューサウスウェールズ州選手権の200m背泳ぎで2分3秒14の世界新記録を樹立した。
2024年パリオリンピックでは、100m背泳ぎ、200m背泳ぎで2大会連続の2冠を達成し、いずれも五輪新記録を樹立した。また、400mメドレーリレーでは銀メダル、200m個人メドレー、混合400メートルメドレーリレーでは銅メダルを獲得した。

## 自己ベスト
- 50m背泳ぎ　26秒86（世界記録）
- 100m背泳ぎ　57秒33（世界記録）
- 200m背泳ぎ　2分03秒14（世界記録）

参照